# Шкарпетки під сандалі

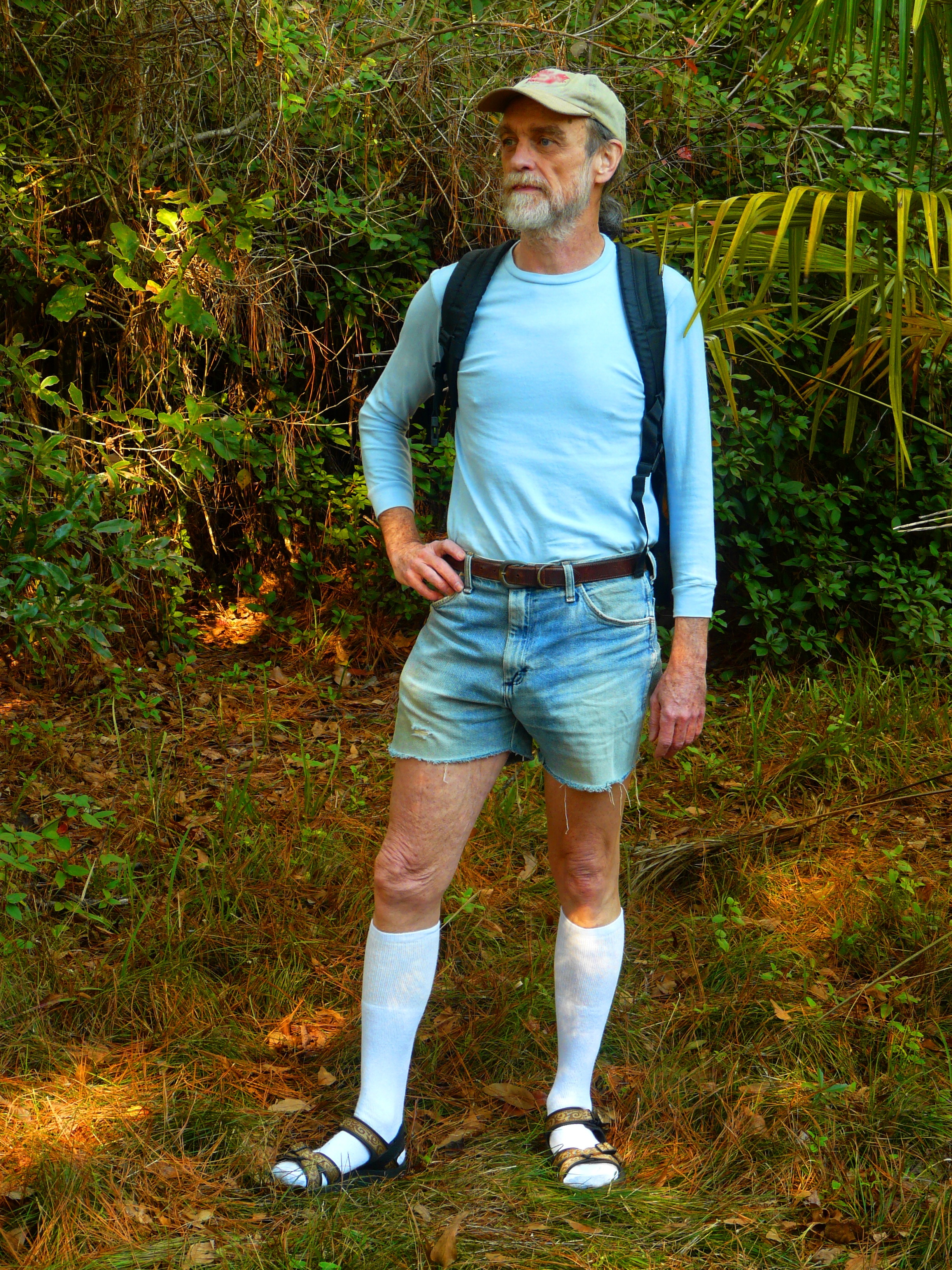
Чоловік, одягнений у довгі шкарпетки під сандалі

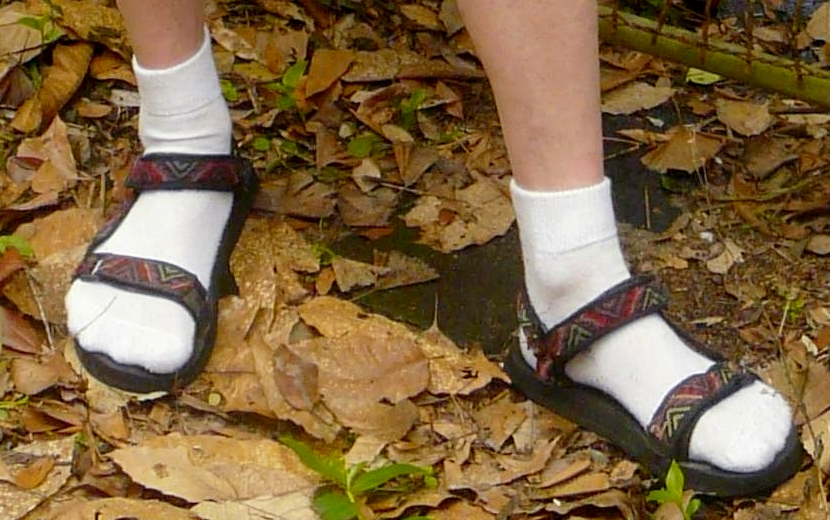
Сандалі з білими шкарпетками

Шкарпе́тки, одягнені під санда́лі — суперечлива з точки зору моди комбінація та соціальний феномен, який обговорюють у різних країнах та культурах.

## Історія
Найдавніше свідчення одягання шкарпеток під сандалі задокументоване під час археологічних розкопок між Дішфортом та Леемінгом у Північному Йоркширі, Англія. Відкриття вказує, що стародавні римляни носили одяг, подібний до шкарпеток, разом із сандалями на території Британії принаймні 2000 років тому, що, імовірно, було спричинено холодним північним кліматом.

## Сприйняття
Поєднання шкарпеток із сандалями викликає суперечливу реакцію у суспільстві. З одного боку його називають «верхом несмаку», «катастрофою стилю» та «найбільшою хибою моди», а з іншого — це поєднання регулярно представляють на подіумах відомі модельєри.

У 2013 році британська торгова мережа Debenhams опублікувала результати онлайн-опитування понад 1500 своїх клієнтів про те, які помилки стилю їх найбільше дратують. Шкарпетки під сандалі отримало першість у цьому опитуванні, попри те, що того ж року таку комбінацію представили престижні будинки моди Burberry, Christian Dior, Louis Vuitton і Chanel. Однак, за словами речника Debenhams: 
Того ж року чеська газета «Лідове новіни» опитала понад 5600 своїх читачів, чи вдягають вони шкарпетки під сандалі. Як виявилося, 56 % опитаних не вдягають таку комбінацію, 31 % — одягають, а 13 % відповіли «коли як».
Любов до носіння шкарпеток під сандалі іноді приписують старшому поколінню, «гопникам», німцям, британцям, полякам, слов'янам та іншим соціальним групам і народам.
Серед переваг носіння шкарпеток під сандалі виділяють захист шкіри стопи від натирання та забруднення, відсутність необхідності у довершеному педикюрі, а також приховання вад стопи. Серед недоліків — ризик забруднити шкарпетки під час дощу.
Саурабг Бгатія, автор книги «Індійський корпоративний етикет», радить читачам: «Якщо з якоїсь причини ви не носите шкарпеток із сандалями, переконайтеся, що ваші пальці на ногах чисті, а нігті на ногах коротко підрізані». Джошуа Белтер, автор книжки «Книга правил: як робити все у правильний спосіб», зазначає, що носіння шкарпеток під сандалі негативно впливає на процес охолодження стоп.

## Відомі прихильники
Серед прихильників поєднання шкарпеток із сандалями: Брюс Вілліс, Ума Турман, Ріта Ора, Ель Феннінг, Мері-Кейт та Ешлі Олсен, Сара Джессіка Паркер, Джейк Джилленгол, Ванесса Гадженс, Шон Коумс, Келлі Осборн, Алекса Чанг та ін.
У 2013 році британська газета Daily Mail висміяла футболіста Девіда Бекхема та співака Джастіна Бібера за носіння шкарпеток під сандалі.
У колекції весна-літо 2015 сандалі, одягнені на шкарпетки, представив український дизайнер Саша Каневський (sasha.kanevski).